# منطقة شيترادورجا
شيترادورجا رمزها «CT» (بالإنجليزية: Chitradurga)‏ ، هو تقسيم إداري لدولة الهند تتبع ولاية كارناتاكا (بالإنجليزية: Karnataka)‏ ، مركزها هو مدينة شيترادورجا (بالإنجليزية: Chitradurga)‏ عدد سكانها حسب تعداد سنة 2001 هو 1,510,227 ، مساحتها 8,437 كم² وكثافة السكان 179 لكل كم² .